# Plavajoče trave
Plavajoče trave (japonsko 浮草, Hepburn Ukikusa) je japonski dramski film iz leta 1959, ki ga je režiral in zanj skupaj s Kogom Nodo napisal scenarij Jasudžiro Ozu. V glavnih vlogah nastopata Gandžiro Nakamura in Mačiko Kjo. Film je remake Ozujevega črno-belega nemega filma Zgodba o plavajočih travah iz leta 1934. Govori o potujočem kabuki gledališču, ki poleti 1958 pride v majhno obmorsko mesto, kjer ima vodja gledališča in glavni igralec Komadžuro (Nakamura) z Ojoši (Haruko Sugimura) sina Kijošija (Hiroši Kavaguči), zaradi česar je njegova spremljevalka Sumiko (Mačiko Kjo) ljubosumna.
Film je bil premierno prikazan 17. novembra 1959. Sodobni kritiki ga ocenjujejo zelo pozitivno in ga uvrščajo tudi med najboljše filme vseh časov, Roger Ebert ga je uvrstil na svoj seznam desetih najboljših filmov vseh časov. Na strani Rotten Tomatoes ima oceno 95% in je označen kot film, ki »se ponaša z vizualno lepoto in globoko nežnostjo najboljših filmov režiserja Jasudžira Ozuja in je tudi eden njegovih redkih barvnih filmov«

## Vloge
- Gandžiro Nakamura kot Komadžuro
- Mačiko Kjo kot Sumiko
- Hiroši Kavaguči kot Kijoši
- Haruko Sugimura kot Ojoši
- Ajako Vakao kot Kajo
- Hitomi Nozoe kot Aiko
- Čišu Rju kot lastnik gledališča
- Kodži Micui kot Kičinosuke
- Haruo Tanaka kot Jatazo
- Josuke Irie kot Sugijama
- Hikaru Hoši kot Kimura
- Mantaro Ušio kot Sentaro
- Kumeko Urabe kot Šige
- Tojoko Takahaši kot Aiko no haha
- Mucuko Sakura kot O-Kacu
- Cusai Sugavara kot kupec ob bankrotu